# 세계 무역 센터 부지

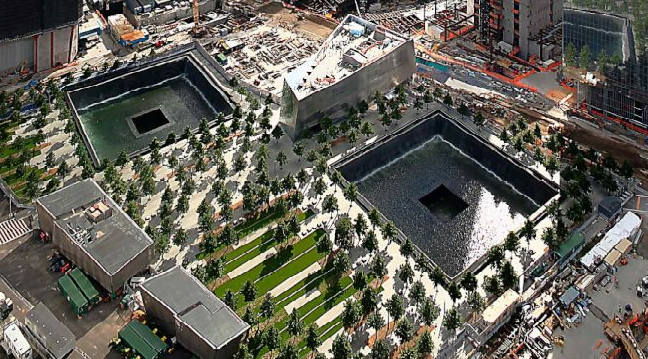
세계 무역 센터 부지의 추모 공원

세계 무역 센터 부지는 2001년 9·11 테러로 무너진 세계 무역 센터가 있던 자리이다.   종종 폭발 원점을 뜻하는 "그라운드 제로"로 불린다. 한때 세계에서 가장 높았던 마천루였으나 테러로 무너지고 현재는 재건된 건물들과 추모 공원으로 조성되어 있다. 넓이는 14.6 에이커(약 0.059 제곱킬로미터)로 뉴욕 로어맨해튼 지역에 위치하여, 북쪽으로 베지 스트리트, 서쪽으로 웨스트사이드 하이웨이, 남쪽으로 리버티 스트리트, 동쪽으로 처치 스트리트가 둘러싸고 있다. 전체 부지 가운데 재건된 7 월드 트레이드 센터를 제외한 부지를 뉴욕 뉴저지 항만공사가 소유하고 있다.
현재의 모습은 대니얼 리버스킨드의 계획에 따라 뉴저지 항만공사, 실버슈타인 프로퍼티즈, 로어맨해튼 개발회사가 진행하였다. 개발에 참여한 실버슈타인 프로퍼티즈의 래리 실버슈타인은 재건된 건물 네 곳에 소매점과 사무실 공간을 마련하여 임대업을 하고 있다.

## 세계무역센터 건축 이전의 역사

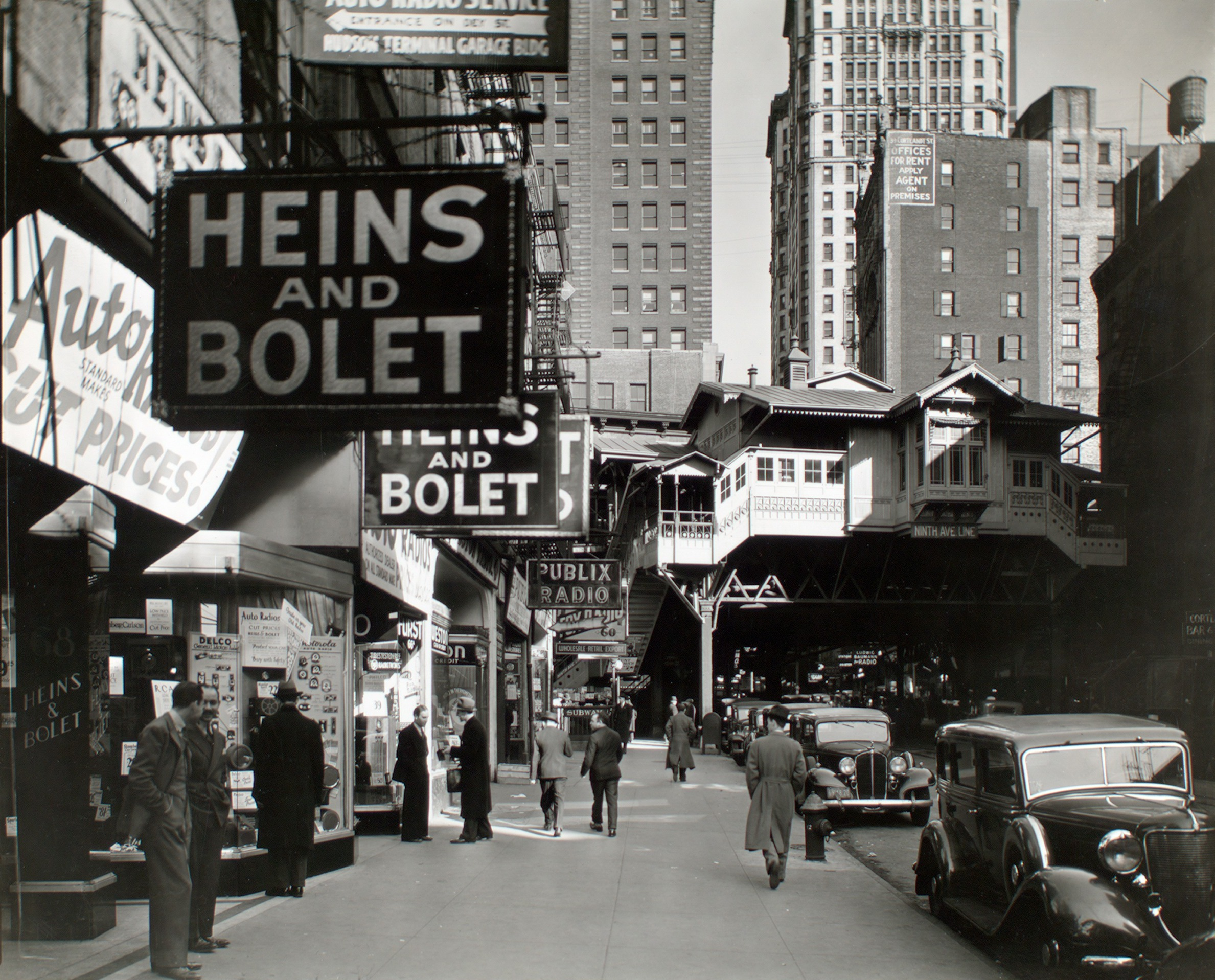
1936년의 라디오 로우. 뒤로 코틀란트 스트리트 역이 보인다.

세계 무역 센터 부지의 서쪽 부분은 원래 허드슨강과 그리니치 스트리트 근처 해안선 사이의 구간이었다. 그리니치 스트리트와 옛 데이 스트리트가 만나는 교차로에서 가까운 이 해안선은 1613년 11월 네덜란드 탐험가 아드리앤 블록이 좌초하여 겨울을 지낸 곳이다. 그의 배 티거호의 잔해는 1797년 해안선 매립 과정에서 땅에 묻혔다가 1916년 발굴되었다. 18세기에 대서양을 횡단하던 다른 배도 좌초되었다가 2010년 건설 현장에서 발굴되었다. 쌍둥이 빌딩이 서있던 자리에서도 허드슨강을 오가던 슬루프가 발견되었다.
세계 무역 센터가 들어서기 전 이곳은 다양한 전자제품을 파는 소매점들이 늘어섰던 곳으로 라디오 로우라고 불렸다. 이 거리와 상점은 1960년대 세계 무역 센터 건설 과정에서 철거되었다.

## 원래의 건물
세계 무역 센터 단지의 월드 트레이드 센터 1(WTC 1)과 WTC 2로 이루어진 "쌍둥이 빌딩"은 1973년 준공 당시 110 층 규모로 높이 417 미터로 이후 더 높은 건물들이 세워지기 전까지 세계에서 가장 높은 건물이었다. 세계 무역 센터 복합 단지에는 쌍둥이 빌딩 외에도 3 월드 트레이드 센터 (WTC 3), WTC 4, WTC 5, 6 WTC 및 7 WTC가 포함된다. 이 건물들은 1975년에서 1985년 사이에 건축되었으며 총 건축 비용은 4억 달러로 2022년 가치로 환산할 때 27억 달러 규모였다. 행정구역은 뉴욕시 파이낸셜 디스트릭트로 연면적 1,240,000 제곱미터의 사무실이 있었다.
세계 무역 센터는 1975년 2월 13일 화재가 있었고, 1993년 2월 26일에는 폭탄 테러가, 1998년 1월 14일에는 강도 사건이 있었다. 1998년 뉴욕 뉴저지 항만공사는 세계 무역 센터를 민영화하기로 결정하고 건물을 민간 기업이 관리하도록 임대했으며, 9·11 테러가 있던 해인 2001년 7월 실버슈타인 프로퍼티에 임대권을 부여하였다.

### 9월 11일 테러

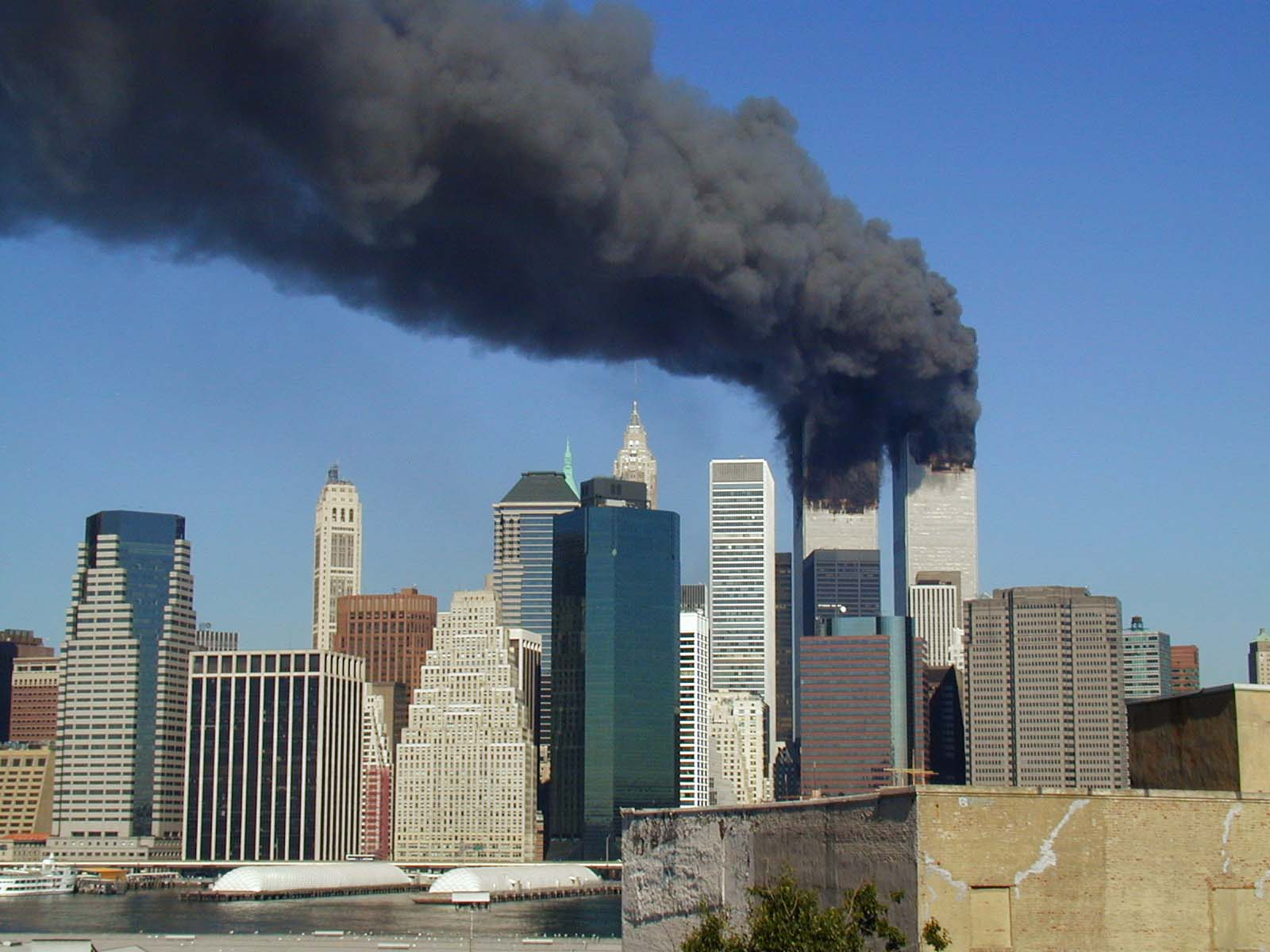
아메리칸 항공 11편과 유나이티드 항공 175편이 각각 쌍둥이 빌딩 북쪽 타워와 남쪽 타워에 충돌한 후 검은 연기가 치솟고 있다.

2001년 9월 11일 아침, 알카에다 와 연계된 테러리스트들이 보스턴 서 로스앤젤레스로 가던 아메리칸 항공 11편과 유나이티드 항공 175편을 납치하여 세계 무역 센터의 쌍둥이 빌딩에 충돌시켰다. 두 빌딩은 충돌 후 2시간이 지나지 않아 무너졌다. 이 테러 공격으로 민간인 2,192명, 소방관 343명, 법집행관 71명 등 2,606명이 사망했으며, 민간인 147명과 여객기 납치범 10명도 모두 사망하였다. 빌딩 무너진 장소는 폭발 원점을 뜻하는 " 그라운드 제로 "로 불리기 시작했다.

### 철거
세계 무역 센터의 붕괴로 뉴욕시 전역에 먼지가 쌓이고 수십만 톤의 잔해가 남았다. 사고 직후 뉴욕시 소방서는 재난 현장을 4개 구역으로 나누어 생존자와 유해를 수색하였다. 치워진 잔해는 대부분 스태튼아일랜드의 프레시 킬스 매립지로 운반되었다. 희생자 유가족 모임은 잔해 철거 과정에서 유해도 부주의하게 버려질 수 있다고 우려하였다.
미국 국립표준기술연구소는 쌍둥이 빌딩 북쪽 타워인 WTC 1이 무너지면서 잔해가 WTC 7을 덮쳐 여러 층에 화재가 동시에 일어나 제어가 되지 않았기 때문에 WTC 7 역시 무너지게 되었다고 발표하였다.
테러 이후 추가 피해를 방지하기 위해 붉은 그물이 둘려졌다. 2001년 11월 WTC4가 완전히 무너졌다.
2001년 12월 처치 스트리트와 브로드웨이 사이에 있는 풀튼 스트리트에 임시 전망대가 세워져 대중에게 공개되었다. 연말이 되자 북쪽 타워의 마지막 기둥과 WTC 6의 마지막 남은 부분이 제거되었다. 애초 1년을 예상한 철거 작업은 2002년 5월 예산 한도 내에서 심각한 사고 없이 마무리 되었다. 가장 먼저 재건되어 대중에게 다시 공개된 것은 윈터 가든 아트리움으로 2002년 9월 17일 다시 개장하였다.
2002년 3월 11일 쌍둥이 빌딩이 있던 자리에 88개의 탐조등을 수직으로 비추어 추모하기 시작하였다.  이 설치물은 트리뷰트 인 라인으로 불렸고 2002년 4월 14일까지 매일 저녁 빛을 밝혔다. 트리뷰트 인 라인은 테러 2주기 추도 행사에서 다시 조명이 켜졌고 그 이후 매년 9월 11일마다 빛을 밝혔다. 2005년 2월, 뉴욕시 검시관 사무실은 희생자 유해 식별을 종료하였다.
2008년 8월, 뉴욕시 소방관들은 세계 무역 센터의 강철 빔을 사용한 십자가를 솅크스빌 의용소방회사에 기증했다. 오각형의 바탕에 빔으로 만든 십자가는 유나이티드 항공 93편 추락장소 근처에 있던 섕크스빌 소방서 외부에 세워졌다.

### 발굴
2010년 7월 재건 전 문화재 조사 과정에서 고고학자 팀이 10 미터 가량의 18세기 보트를 발견하였다. 이 배는 당시 부두를 확장하면서 골재들과 함께 부두의 기초로 쓰이기 위해 묻혔다. 고고학 팀은 연륜연대학 표본으로 추출하기 위해 배의 잔해를 회수하였다.

### 소유권 상태
세계 무역 센터 단지는 원래 뉴욕 뉴저지 항만공사의 공공사업으로 조성되었고 이후 항만공사가 소유자였지만 9·11 테러 사태 이후 재건 과정에서 소유권의 확인은 모호한 상태가 되었다. 항만공사는 1960년대로 거슬러 올라가는 해당 부지 16 에이커의 조성 과정에서 잡다한 부대지의 소유권이 모호한 상태인 것을 인정하였다. 누군가 대락 2.5 에이커에 해당하는 토지를 세계 무역 센터 건립 이전에 자신의 명의로 등기했기 때문이다. 후속 거래에서 항만청은 2008년 WTC 2와 3의 부지를 포함한 일부 토지를 래리 실버슈타인에게 제공하였다.

## 재건
9·11 테러 직후 뉴욕 시장 루디 줄리아니, 뉴욕 주지사 조지 파타키, 대통령 조지 W. 부시는 세계 무역 센터 부지의 재건을 다짐했다. 테러 공격 당일 줄리아니는 "우리는 재건할 것입니다. 우리는 이전보다 정치적으로, 경제적으로 더욱 강해질 것입니다. 스카이라인은 다시 온전해질 것입니다"라고 발표하였다. 2001년 9월 14일 현장을 방문한 조지 W. 부시는 메가폰을 들고 철거 작업을 하던 사람들에게 연설하였다. 군중 속의 한 사람이 "당신 목소리가 안들린다."고 소리쳤고 부시는 "당신 목소리는 들린다. 세계가 당신의 말을 듣는다. 그리고 이 건물들을 무너뜨린 사람들은 곧 우리 모두의 말을 듣게 될 것"이라고 답했다.
이후 의회 연설에서 대통령은 재건을 선언하였다. 사건 직전 민영화를 통해 세계 무역 센터를 임차하였던 래리 실버슈타인은 세계 무역 센터 부지의 재건이 이루어지지 않는다면 그것이 테러리스트들이 추구하는 승리가 될 것이라 말했다. 그러나 재건은 속도를 내지 못하고 2011년까지 WTC 7 하나만 재건되었을 뿐이었다. 2018년 6월 WTC 1, WTC 3, WTC 4 가 새롭게 들어섰다. 부지의 일부는 추모공원으로 조성하였다.

### 새 건축물
2022년 1월 기준 새로 건축된 건물은 아래의 표와 같다.
| 이름                             | 이미지 | 시공일           | 준공일           | 높이  | 현황              |
| -------------------------------- | ------ | ---------------- | ---------------- | ----- | ----------------- |
| 원 월드 트레이드 센터            |        | 2006년 4월 27일  | 2014년 11월 3일  | 541 m | 완공              |
| 2 월드 트레이드 센터             |        | 2008년 11월 10일 | 2027년 예정      | 403 m | 기반 완공, 건설중 |
| 3 월드 트레이드 센터             |        | 2010년 11월 10일 | 2018년 6월 11일  | 329 m | 완공              |
| 4 월드 트레이드 센터             |        | 2008년 1월 22일  | 2013년 11월 13일 | 298 m | 완공              |
| 5 월드 트레이드 센터             |        | 2023년 예정      | 2028년 예정      | 275 m | 계획              |
| 7 월드 트레이드 센터             |        | 2002년 5월 7일   | 2006년 5월 23일  | 227 m | 완공              |
| 내셔널 셉템버 11 메모리얼        |        | 2006년 3월 13일  | 2011년 9월 11일  |       | 완공              |
| 내셔널 셉템버 11 뮤지엄          |        | 2006년 3월 13일  | 2014년 5월 21일  |       | 완공              |
| 세계 무역 센터 운송 허브         |        | 2010년 4월 26일  | 2016년 3월 3일   |       | 완공              |
| 로날드 O. 피어먼 아츠센터        |        | 2017년 8월 31일  | 2023년 9월       |       | 건설중            |
| 차량 안전 센터                   |        | 2011년 11월 10일 | 2017년           |       | 완공              |
| 리버티 파크                      |        | 2013년 11월 20일 | 2016년 6월 29일  |       | 완공              |
| 성 니콜라오스 그리스 정교회 성당 |        | 2014년 10월 18일 | 2022년 12월 6일  |       | 완공              |
| 피터만 홀                        |        | 2008년 3월 15일  | 2012년 8월 27일  |       | 완공              |

## 우편 번호

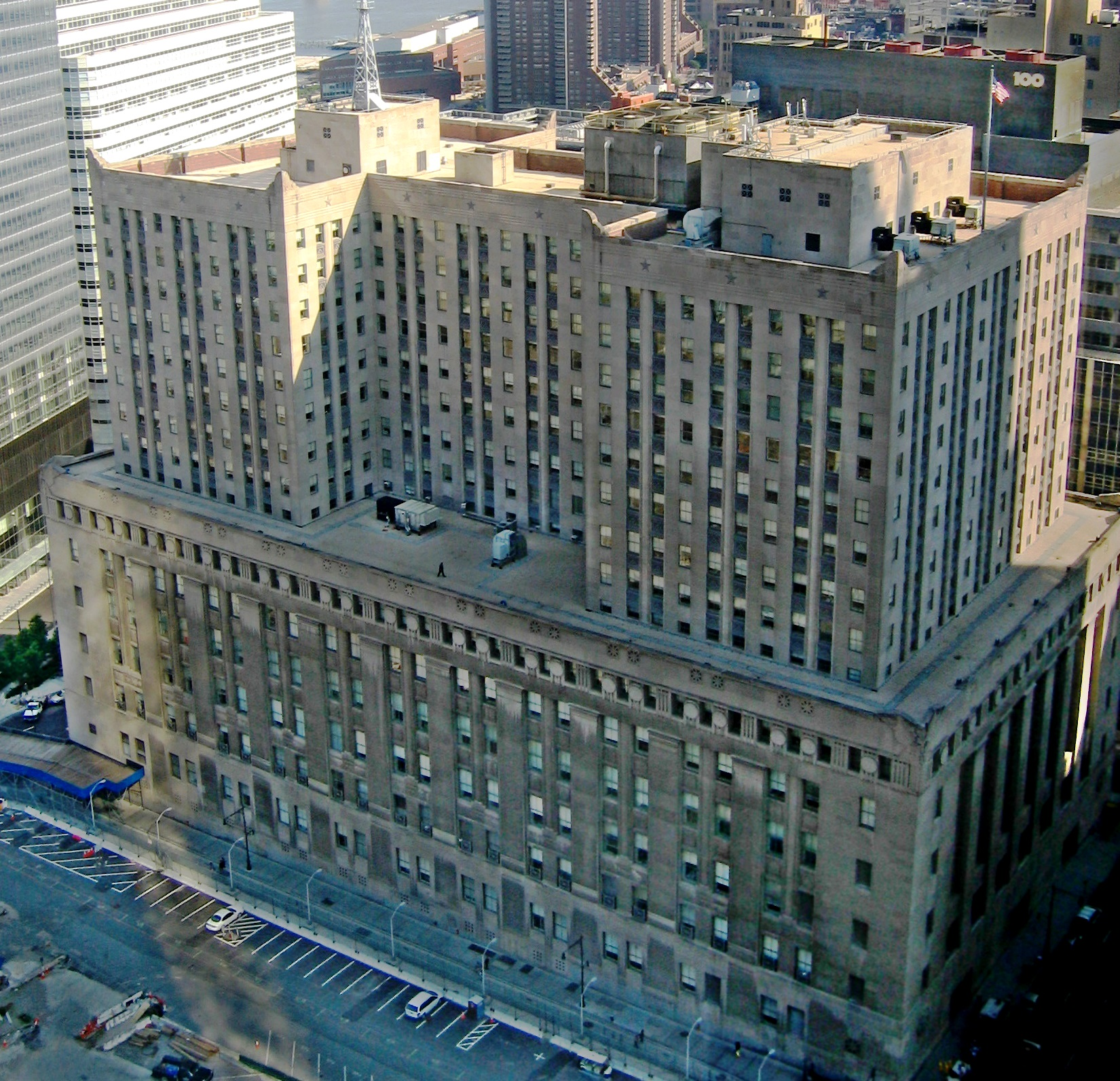
뉴욕시 처치 스트리트 우체국

세계 무역 센터 단지의 9·11 사태 이전 우편 번호는 10048이었고 8명의 집배원이 배당되어 있었다. 당시 태러 공격에서 집배원은 모두 살아 남았다. 테러 공격 이후 몇 달 동안 "수색견" 또는 "구조대"와 같이 모호하게 표현된 수신인 앞으로 매일 80,000개 이상의 우편물이 계속 도착했다. 2003년까지도 매일 3,600개의 우편물이 여전히 우편번호 10048로 전송되었다. 이러한 우편은 미드타운맨해튼의 펜실베이니아역 건너편에 위치한 뉴욕시 제임스 A. 페어리 우체국에서 처리되었다. 이러한 우편은 수신인이 분명한 경우 배달되었지만 그렇지 않은 것은 보류, 반송, 또는 파기되었다.
미국 우정청은 세계 무역 센터에 있던 기업과 개인에게 3년간 무상 우편물 전달 서비스를 제공했다. 2006년 말이 되자 우편번호 10048로 보내는 우편물은 매일 약 300개로 크게 감소하였다. 대부분은 주소 갱신이 이루어 지지 않은 대량 발송 우편으로 기업이나 조직이 발송한 것이었다.
재건된 새 세계 무역 센터는 우편번호 10007을 사용하고 처치 스트리트 90 우체국이 관할한다. 재건이후 사용되지 않던 옛 우편번호 10048은 잘못 발송된 추모 화보를 취소할 때 다시 사용되었다.

## 같이 보기
- 세계 무역 센터의 붕괴